# Божановичі
Божановичі (босн. і хорв. Božanovići, серб. Божановићи) — село в  Боснії і Герцеговині, адміністративно належить до громади Калиновик, що в регіоні Східне Сараєво Республіки Сербської. Станом на 1991 р., налічувало 66 жителів. За результатами перепису 2013, у селі проживає 50 осіб.

## Населення
| Божановичі   |      |      |      |      |
| Рік перепису | 1971 | 1981 | 1991 | 2013 |
| серби        | 104  | 91   | 66   | 50   |
| чорногорці   | 0    | 1    | 0    | 0    |
| Всього       | 104  | 92   | 66   | 50   |

## Відомі постаті
- Ратко Младич — генерал ЮНА, начальник штабу Війська Республіки Сербської у 1992-1995 роках.